# Seven de la República 1996
El Seven de la República de 1996 fue la décimo-cuarta edición del torneo de rugby 7 de fin de temporada para uniones regionales afiliadas a la Unión Argentina de Rugby y la octava en ser organizada en la ciudad de Paraná, Entre Ríos. Se llevó a cabo el 23 y 24 de noviembre de 1996 en El Plumazo, sede del Club Atlético Estudiantes de Paraná.
Este fue el primer torneo disputado posterior a la Reorganización de la Unión Argentina de Rugby, un proceso que resultó en la escisión de los clubes directamente afiliados a la UAR y la subsecuente creación de la Unión de Rugby de Buenos Aires en su lugar. Debido a esto, el equipo de Buenos Aires comenzó a participar como el seleccionado representativo de una unión regional afiliada al ente nacional, al igual que el resto de las uniones del interior. Por otro lado, el rol de la UAR en el torneo pasó a ser principalmente organizativo.
El seleccionado de Buenos Aires se quedó con su quinto título al derrotar 38-21 en la final a la Unión de Rugby de Cuyo. El equipo porteño terminó el campeonato de forma invicta, venciendo a Misiones, Santiago del Estero, Salta, Oeste, Nordeste y a Uruguay en el camino.

## Equipos participantes
Participaron del torneo veintitrés equipos: veinte uniones provinciales y tres selecciones nacionales de Sudamérica.
| Equipo              | Unión                                                     |
| ------------------- | --------------------------------------------------------- |
| Alto Valle          | Unión de Rugby del Alto Valle de Río Negro y Neuquén      |
| Buenos Aires        | Unión de Rugby de Buenos Aires                            |
| Centro              | Unión de Rugby del Centro de la Provincia de Buenos Aires |
| Chile               | Federación de Rugby de Chile                              |
| Córdoba             | Unión Cordobesa de Rugby                                  |
| Cuyo                | Unión de Rugby de Cuyo                                    |
| Entre Ríos          | Unión Entrerriana de Rugby                                |
| Formosa             | Unión de Rugby de Formosa                                 |
| Jujuy               | Unión Jujeña de Rugby                                     |
| La Rioja-Catamarca  | Unión Riojana de Rugby                                    |
| Mar del Plata       | Unión de Rugby de Mar del Plata                           |
| Misiones            | Unión de Rugby de Misiones                                |
| Nordeste            | Unión de Rugby del Nordeste                               |
| Oeste               | Unión de Rugby del Oeste de Buenos Aires                  |
| Paraguay            | Unión de Rugby del Paraguay                               |
| Rosario             | Unión de Rugby de Rosario                                 |
| Salta               | Unión de Rugby de Salta                                   |
| San Juan            | Unión Sanjuanina de Rugby                                 |
| Santa Fe            | Unión Santafesina de Rugby                                |
| Santiago del Estero | Unión Santiagueña de Rugby                                |
| Sur                 | Unión de Rugby del Sur                                    |
| Tucumán             | Unión de Rugby de Tucumán                                 |
| Uruguay             | Unión de Rugby del Uruguay                                |

En cursiva los seleccionados internacionales invitados.

## Fase final
El equipo entrenado por Gonzalo Beccar Varela conquistó el torneo de forma invicta y recibiendo sólo cinco tries. El plantel era capitaneado por Santiago Phelan y contaba con jugadores como Manuel Contepomi, Pablo Ruiz Luque, Federico Todeschini, José Orengo, Leandro Lobrauco, Rimas Álvarez, Francisco Camerlinckx, Juan Fernández Miranda y Gonzalo Longo, quien debido a una lesión fue reemplazado por un jugador local proveniente de Paraná Rowing.
|  | Semifinales  | Semifinales  | Semifinales |  |              | Final        | Final | Final |  |
|  |              |              |             |  |              |              |       |       |  |
|  |              |              |             |  |              |              |       |       |  |
|  | Buenos Aires | Buenos Aires | 19          |  |              |              |       |       |  |
|  | Buenos Aires | Buenos Aires | 19          |  |              |              |       |       |  |
|  | Nordeste     | Nordeste     | 7           |  |              |              |       |       |  |
|  | Nordeste     | Nordeste     | 7           |  | Buenos Aires | Buenos Aires | 28    |       |  |
|  |              |              |             |  | Buenos Aires | Buenos Aires | 28    |       |  |
|  |              |              | Cuyo        |  |              |              |       |       |  |
|  | Cuyo         | Cuyo         | 17          |  |              |              |       |       |  |
|  | Cuyo         | Cuyo         | 17          |  |              |              |       |       |  |
|  | Rosario      | Rosario      | 12          |  |              |              |       |       |  |
|  | Rosario      | Rosario      | 12          |  |              |              |       |       |  |
|  |              |              |             |  |              |              |       |       |  |

|                      |
| Buenos Aires Campeón |
| Quinto título        |